# Загорський Петро Андрійович
Петро́ Андрі́йович Заго́рський (* 20 (9) серпня 1764, Понорниця, Новгород-Сіверське намісництво — теперішній Коропський район Чернігівської області — † 1 квітня (20 березня) 1846, Санкт-Петербург) — власне засновник російської анатомічної школи, фізіолог, дійсний член Російської академії наук, заслужений професор Санкт-Петербурзької медико-хірургічної академії, член Медичної ради Міністерства внутрішніх справ, дійсний статський радник. Почесний член Віленського — 1818, Санкт-Петербурзького фармацевтичного товариства — 1819, та Харківського медичних товариств — 1821, почесний член Санкт-Петербурзького товариства російських лікарів — 1834.

## Життєпис
Його батько був священиком медичного приходу, проводив заходи по підвищенню грамотності серед своїх прихожан. Вчився вдома, початкову освіту здобував у Чернігівському колегіумі, котрий не зміг закінчити через смерть батька, служив в Понорниці писарем.
1785 року закінчив медико-хірургічне училище Петербурга. Учителями були, зокрема, Никон Карпинський, Яків Саполович, Мартин Тереховський, Хома Тихорський.
В 1786 році отримав звання підлікаря та брав участь у прозекторських роботах при розтинах трупів. З 1787 — прозектор анатомії при Петербурзькому медико-хірургічному училищі.
1790 року Медична колегія після розгляду його роботи «De fora-mine ovali cordis in adults» затверджує його у званні штаб-лікаря; за станом здоров'я призначений до Шліссельбурзького повіту на посаду міського та повітового лікаря. 1793 року переведений у Орденський кірасирський полк, що квартирувався в Хоролі Полтавської губернії, штаб-лікарем. З полком приймав у польській кампанії 1794—1795 років.
У 1797 році за клопотання Волинського губернатора Михайла Миклашевського призначений ад'юнктом анатомії до Московського медико-хірургічного училища; згодом на прохання Никона Карпинського — до Петербурга. Починаючи 1799 роком читав курс лекцій по анатомії й фізіології в Медико-хірургічній Академії; увів обов'язкові для студентів заняття на трупах.
1800 року стає ординарним професором, 1805-го здобуває вчене звання ад'юнкта анатомії і фізіології Імперської академії наук, у 1807-му обраний екстраординарним академіком. 1809 року визнаний доктором медицини і хірургії.
Глава Вченої ради Петербурзької медико-хірургічної академії (ректор) в 1804—1805 роках, по призначенню ректором Петера Франка був його замісником.
Під час війни 1812 року працював ординатором у військовому шпиталі.
1817 року стає почесним членом Імператорського Московського товариства дослідників природи.
33 роки керував кафедрою анатомії Петербурзької медико-хірургічної академії, полишив по собі ціле сузір'я талановитих учнів та послідовників; займався лікарською діяльністю.
1836 року на відзначення 50-річчя його плідної наукової прації приходили Олександр Пушкін та Олександр Шишков.
Був прихильником ідеї епігенезу, вдосконалив російську анатомічну термінологію, впорядкував та систематизував колекцію Петербурзької кунсткамери.
Опонував віталістичному вченню про «життєву силу». У своїх працях використовував порівняльну анатомію та відкидав преформізм у розвитку організму.
Незважаючи на поважний вік, продовжував перебувати на посаді хранителя анатомічного музею Академії наук та складав анатомо-фізіологічний тлумачник.

## Наукові праці
- «De anevrismate spurio, quod adscessum mentubatur» (1799)
- «De processus mastoidei teredine feliciter curato» (1799)
- «Discriptionem in fantis monstrosi cum abnormi genitalium formatione» (1799)
- «Скорочена анатомія або Керівництво до пізнання будови людського тіла на користь вивчаючих лікарську науку» (1802). Перший класичний російський підручник, по якому навчалося кілька поколінь лікарів Російської імперії.
- «Про рідкі частини людського тіла» (1819)

## Учні
- Ілля Буяльський, котрий по учителю керував кафедрою
- Данило Велланський
- Семен Зибелін — перший російський професор Московського університету
- Іван Книгін — професор кафедри анатомії Харківського університету
- Єфрем Мухін, створювач «Курсу анатомії»
- Павло Наранович
- Леонтій Рклицький — воєнний лікар
- Олександр Шумлянський — засновник гістологічної науки в Росії.